# فضل‌آباد (میرجاوه)
فضل‌آباد روستایی در دهستان جون آباد بخش لادیز شهرستان میرجاوه استان سیستان و بلوچستان ایران است. بر پایه سرشماری عمومی نفوس و مسکن در سال ۱۳۹۰ جمعیت این روستا ۳۵ نفر (در ۷ خانوار) بوده است.